# Coleophora albidella
Coleophora albidella là một loài bướm đêm thuộc họ Coleophoridae. Nó được tìm thấy ở khắp châu Âu, ngoại trừ Balkan peninsula.

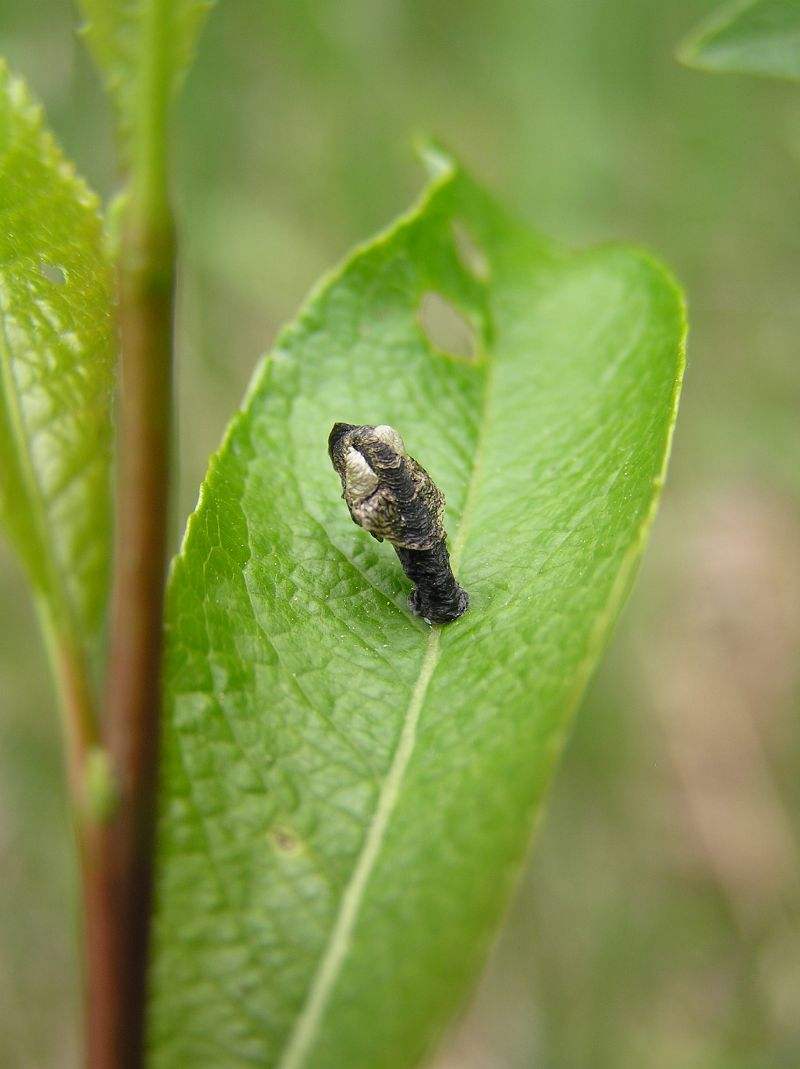
Case

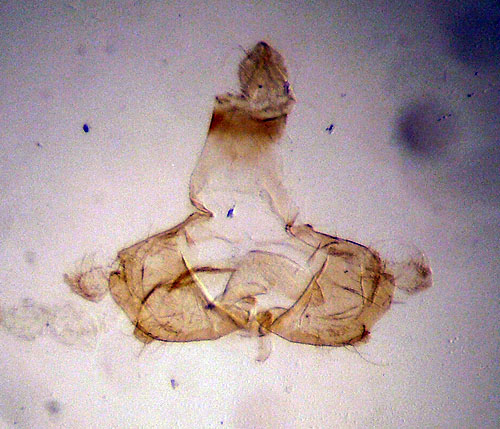

Sải cánh dài 13–16 mm. Con trưởng thành bay từ tháng 6 đến tháng 7.
Ấu trùng ăn Salix repens, Salix aurita, Salix cinerea và sometimes Salix caprea. 